# Брискин, Бенуан Семёнович
Бенуан Семёнович Брискин (6 июля 1928, Киев, УССР, СССР — 29 ноября 2009) — советский и российский хирург, доктор медицинских наук (1979), профессор (1981), заведующий кафедрой (1984—2001) хирургических болезней и клинической ангиологии Московского государственного медико-стоматологического университета, Заслуженный деятель науки Российской Федерации (1998), действительный член Европейской ассоциации эндоскопической хирургии, Европейской ассоциации хирургов-гепатологов и панкреатологов, Европейской академии естественных наук, почётный член ассоциации хирургов-гепатологов РФ, почётный член Московского хирургического общества, член редакционных коллегий и редакционных советов журналов «Эндоскопическая хирургия», «Врач», «Клиническая геронтология», «Consilium medicum».

## Биография
Бенуан Семёнович Брискин родился 6 июля 1928 года в Киеве, УССР, СССР в семье военнослужащего. После окончания школы, время обучения в которой пришлось на годы Великой Отечественной войны, поступил во 2-й Московский государственный медицинский институт, который окончил в 1952 году. Ещё в студенческие годы особенное внимание уделял хирургии, с 3-го курса института занимался в студенческом научном кружке при кафедре общей хирургии. Среди преподавателей, принимавших участие в обучении Б. С. Брискина, были известные хирурги — профессора Н. А. Богораз и С. Д. Терновский.
Врачебная деятельность Брискина началась с работы хирургом в городской больнице № 2 города Находки Приморского края, куда он был направлен по распределению, затем там же Брискин занимал должность заместителя главного врача больницы. Вернувшись в Москву, с 1954 года начал работать хирургом в городской больнице № 33 имени А. А. Остроумова, которая являлась клинической базой кафедры хирургических болезней Московского медицинского стоматологического института (ММСИ). Именно с этой кафедрой будет связана вся последующая хирургическая деятельность Б. С. Брискина.
В 1960 году Брискин защитил кандидатскую диссертацию на тему «Побочное действие антибиотиков в хирургической клинике» под руководством известного отечественного хирурга и учёного профессора П. Л. Сельцовского, позднее получил должность заведующего отделением. С 1966 года начал работу на кафедре хирургических болезней ММСИ (впоследствии — кафедра хирургических болезней и клинической ангиологии стоматологического факультета МГМСУ) на базах городских клинических больниц № 50 и № 81 г. Москвы, последовательно занимая должности старшего научного сотрудника и доцента. После успешной защиты в 1979 году докторской диссертации «Клинико-функциональное и морфологическое обоснование методов диагностики и лечебной тактики при гастродуоденальных кровотечениях», которая была посвящена диагностике и лечению кровотечений из желудка и двенадцатиперстной кишки при язвенной болезни, Б. С. Брискин в 1981 году был избран профессором кафедры хирургических болезней и клинической ангиологии, а в 1984 году — заведующим этой кафедрой. В 2002 году в связи с тяжёлой болезнью Брискин был вынужден оставить заведование кафедрой, перейдя на должность профессора кафедры и руководителя её клинической базы в городской клинической больнице № 81.
За годы врачебной и научной деятельности Брискиным было лично выполнено более 4500 хирургических вмешательств на пищеводе, желудке, различных отделах кишечника, жёлчевыводящих путях, поджелудочной железе, на органах грудной клетки, щитовидной железе. Вплоть до самой смерти Бенуан Семёнович продолжал активно руководить хирургической деятельностью в городской клинической больнице № 81.
Скончался 29 ноября 2009 года на 82-м году жизни.

## Вклад в медицинскую науку
Б. С. Брискин является автором более 800 научных работ, опубликованных в России и за рубежом, 6 монографий; ему принадлежат 22 авторских свидетельства и патента на изобретения в области медицины.
Многие годы Брискин посвятил исследованию роли иммунитета в развитии и лечении хирургической инфекции, особенно гнойной инфекции брюшной полости, эти исследования стали логическим продолжением его ранних работ по антибиотикотерапии хирургических заболеваний. Им сформулировано понятие о системе адаптации организма, отражающее взаимосвязь иммунной, эндокринной и вегетативной нервной систем, разработана концепция иммунодепрессии и иммунокоррекции у хирургических больных, показано значение нарушений системы адаптации в развитии вторичного иммунодефицита при инфекционных процессах брюшной полости. На этой базе совместно со своими учениками Б. С. Брискиным разработано обоснование схемы лечения перитонита и профилактики послеоперационных гнойных осложнений, фармакоэкономические подходы в хирургии.
Широкую известность приобрели его работы по диагностике и лечению острых заболеваний органов брюшной полости и грудной клетки, хирургической лимфологии, лечению острого деструктивного панкреатита. Брискин является автором оригинальной концепции хирургического эндотоксикоза и клинической классификации степеней его тяжести. Им доказаны ощутимые преимущества массивной лекарственной и детоксикационной терапии, а также отказа от выполнения лапаротомии в раннем периоде панкреатогенной токсемии с последующим проведением малоинвазивных оперативных вмешательств в случае развития гнойных осложнений. На эту тему им сделан доклад на XXIX съезде российских хирургов в 2000 году, получивший поддержку и понимание специалистов.
Проблемы хирургического лечения осложнений диабетической ангиопатии также находились в сфере научных интересов Б. С. Брискина, его печатные работы по этой теме получили достаточную известность, в том числе и монография, написанная в соавторстве с М. Д. Дибировым и вышедшая в свет в 2002 году. Брискин также уделял значительное внимание проблеме гнойных осложнений синдрома диабетической стопы.
Большое внимание уделялось им разработке хирургических аспектов лечения язвенной болезни желудка и двенадцатиперстной кишки, а также её осложнений, за эту работу в 1999 году Брискин был удостоен премии Правительства Москвы. Значительный вклад был им внесён в развитие хирургии желчных путей и желудочно-кишечных кровотечений, в разработку и внедрение в практику органосохраняющих операций на желудке, малоинвазивных операций на желчевыводящих путях. Брискин способствовал внедрению новых хирургических технологий, в том числе эндоскопических и с использованием аппаратов механического шва, а также малоинвазивных чрескожных способов дренирования под контролем ультразвукового сканирования при различных заболеваниях органов брюшной полости. Б. С. Брискин одним из первых внедрил в практическую хирургию лазерные методы лечения: обосновал использование низкоэнергетического лазерного излучения при лечении хирургических заболеваний, участвовал в создании группы современных полупроводниковых лазерных аппаратов. В последние годы жизни большое внимание уделялось им вопросам гериатрической хирургии.

## Хирургическая и научная школа
Под руководством Б. С. Брискина выполнены 8 докторских и 32 кандидатские диссертации. К его достижениям справедливо относят укрепление хирургических коллективов больниц, где он работал, а также обеспечение единства и слаженности в работе кафедральных и больничных сотрудников. Брискин активно привлекал врачей больниц клинической базы своей кафедры к научной работе и всячески способствовал повышению их врачебного и хирургического мастерства. Его ученики работают преподавателями медицинских ВУЗов, руководят лечебными учреждениями, заведуют отделениями в крупных хирургических стационарах Москвы и других регионов.

## Общественная деятельность
Б. С. Брискин являлся действительным членом Европейской ассоциации эндоскопической хирургии, Европейской ассоциации хирургов-гепатологов и панкреатологов, Европейской академии естественных наук, почётным членом Ассоциации хирургов-гепатологов Российской Федерации, членом Правления Российского общества хирургов и Правления Ассоциации эндоскопической хирургии, почётным членом Московского хирургического общества, Санкт-Петербургского хирургического общества Пирогова и некоторых региональных хирургических обществ, научного Центра по хирургии Республики Казахстан и научного Центра хирургии в Ташкенте (Узбекистан). Б. С. Брискин проводил большую работу в Учёном совете Московского государственного медико-стоматологического университета и в совете старейшин этого университета, председателем которого он являлся, диссертационных советах Московского государственного медико-стоматологического университета и НИИ скорой помощи имени Н. В. Склифосовского, в межведомственном совете по хирургии Российской академии медицинских наук и Минздравсоцразвития, в правлении Российского общества хирургов, в правлении Российского общества эндоскопических хирургов. На протяжении многих лет Брискин входил в состав редакционной коллегии научно-медицинского журнала «Клиническая геронтология» и редакционных советов журналов «Эндоскопическая хирургия», «Врач», «Consilium medicum», «ТОП-медицина».

## Награды
- Орден Почёта (2008)[4][8]
- Медаль «За заслуги перед отечественным здравоохранением»[8]
- Знак «Отличнику здравоохранения»[5][10]
- Заслуженный деятель науки Российской Федерации (1998)[2][5]
- знак «За заслуги в науке и экономике» (1997)[5][10]
- серебряная медаль имени Пауля Эрлиха (2002)[5][10]
- серебряная медаль Рудольфа Вирхова[1]
- золотая медаль имени И. П. Павлова[10]
- медаль «Рыцарь науки и искусства»[5][10]
- серебряная звезда Вернадского[8]